# 汽轉球
汽轉球（英語：aeolipile）是已知最早以蒸氣發動的機器，在公元一世紀時由亚历山大港的希罗（Hero of Alexandria）發明。
在希羅之前，維特魯威（Vitruvius）在《建筑十书》（De Architectura）中已提到一種空心並有小開口的黃銅容器，注入水後再用火燒來研究蒸氣。當時他已用「æolipylæ」這個字。
汽轉球主要是由一個空心的球和一個裝有水的密閉鍋子以兩個空心管子連接在一起，而在鍋底加熱使水沸騰，鍋中的蒸氣就通過管子進入球中，最後蒸氣會由球體的兩旁噴出並使得球體轉動。詳細建構圖在希羅的《氣體力學》（Pneumatics）中有描述。
汽轉球純粹是一種新奇的玩物，並未予以任何實際應用。
|  |  |

## 外部連結
- "汽轉球"。 大英百科全書。 2008年。 大英線上繁體中文版。 2008年4月16日[永久]